# Coupe d'Asie féminine de volley-ball
La Coupe d'Asie de volley-ball est une compétition sportive réunissant des équipes nationales de l'Asie et de l'Océanie, actuellement elle se déroule tous les deux ans et est  organisé par la Confédération asiatique de volley-ball. La première édition, pour les hommes et pour les femmes, s'est tenue en 2008.

## Palmarès
| Année | Lieu              | Champion  | Finaliste    | Troisième    | Quatrième |
| ----- | ----------------- | --------- | ------------ | ------------ | --------- |
| 2008  | Nakhon Ratchasima | Chine     | Corée du Sud | Thaïlande    | Japon     |
| 2010  | Taicang           | Chine     | Thaïlande    | Corée du Sud | Japon     |
| 2012  | Almaty            | Thaïlande | Chine        | Kazakhstan   | Viêt Nam  |
| 2014  | Shenzhen          | Chine     | Corée du Sud | Kazakhstan   | Japon     |
| 2016  | Vĩnh Phúc         | Chine     | Kazakhstan   | Thaïlande    | Japon     |
| 2018  | Nakhon Ratchasima | Chine     | Japon        | Thaïlande    | Taïwan    |

## Tableau des médailles
| Rang | Pays         | Médaille d'or | Médaille d'argent | Médaille de bronze | Total |
| 1    | Chine        | 5             | 1                 | 0                  | 6     |
| 2    | Thaïlande    | 1             | 1                 | 3                  | 5     |
| 3    | Corée du Sud | 0             | 2                 | 1                  | 3     |
| 4    | Kazakhstan   | 0             | 1                 | 2                  | 3     |
| 5    | Japon        | 0             | 1                 | 0                  | 1     |

## Meilleures joueuses par tournoi
- 2008 –  Wei Qiuyue
- 2010 –  Wang Yimei
- 2012 –  Onuma Sittirak
- 2014 –  Yan Ni
- 2016 –  Li Jing
- 2018 –  Liu Yanhan